# Cmentarz mariawicki w Pepłowie
Cmentarz mariawicki w Pepłowie – założony na początku XX wieku, cmentarz mariawicki położony we wsi Pepłowo. Na cmentarzu spoczywają wyznawcy dwóch Kościołów Mariawitów: Kościoła Katolickiego Mariawitów i Kościoła Starokatolickiego Mariawitów.
Mariawici wyodrębnili się w 1906 z parafii rzymskokatolickiej św. Wincentego i Anastazego w Święcieńcu. Założycielem pepłowskiej parafii mariawickiej był proboszcz święcieniecki kapłan Ludwik Maria Alfons Ryttel (w 1923 porzucił mariawityzm), który 13 grudnia 1906 wraz z liczną grupą mariawitów przeszedł z miejscowego kościoła rzymskokatolickiego w procesji ze swoimi zwolennikami do domu rodziny Chojnowskich w Pepłowie, gdzie odtąd odprawiano nabożeństwa mariawickie. Wiosną 1907 rozpoczęła się budowa kościoła parafialnego w Pepłowie. Niedługo potem zorganizowano obszerny cmentarz dla wyznawców.
Na cmentarzu pochowani są między innymi:
- bp Maria Natanael Golacik (1918–1984) – biskup Kościoła Katolickiego Mariawitów.
- kapł. Stefan Maria Paschalis Góra (1904–1972) – wieloletni proboszcz parafii mariawickiej w Pepłowie.
- bp Stanisława Maria Dilekta Rasztawicka (1905–1995) – biskupka Kościoła Katolickiego Mariawitów, przełożona Katolickiego Zgromadzenia Sióstr Mariawitek Nieustającej Adoracji Ubłagania.
- bp Antoni Maria Feliks Tułaba (1873–1944) – biskup Kościoła Katolickiego Mariawitów na Litwie.